# 40 Bank Street
El 40 Bank Street és un gratacel de la zona d'Heron Quays, al barri Canary Wharf, del districte de Docklands, a Londres. Té una alçada de 153 metres (502 peus) i compta amb 33 pisos. L'edifici va ser dissenyat per Cesar Pelli & Associates i va ser construït per l'empresa Canary Wharf Contractors.
Va ser acabat el 2003 i és utilitzat per Skadden, Arps, Slate, Meagher & Flom (Regne Unit), Allen & Overy, Barclays Capital, Techsenseuk i ANZ Bank.